# Bogusław Glinkowski
Bogusław Glinkowski (ur. 20 marca 1963) – polski lekkoatleta, skoczek wzwyż, medalista mistrzostw Polski.

## Kariera sportowa
Był zawodnikiem Górnika Zabrze.
Na mistrzostwach Polski seniorów na otwartym stadionie zdobył jeden srebrny medal w skoku wzwyż: w 1986. Podczas halowych mistrzostwach Polski seniorów wywalczył także jeden medal: brązowy w 1988.
Rekord życiowy w skoku wzwyż: 2,22 (3.06.1986).